# Weerkundige kalender
Voor de weerkundige kalender wordt, in tegenstelling tot de astronomische kalender, eenvoudig het jaar ingedeeld. Deze kalender is niet afhankelijk van de astronomische omstandigheden, maar er zijn gewoon data vastgesteld aan het begin van de maand. Dit heeft als voordeel dat het met gelijke begin- en einddata gemakkelijker is om de administratie van alle seizoenen bij te houden.

## Meteorologische seizoenen
Op het noordelijk halfrond zijn de seizoenen als volgt:
- Lente: 1 maart tot 1 juni
- Zomer: 1 juni tot 1 september
- Herfst: 1 september tot 1 december
- Winter: 1 december tot 1 maart